# 이집트 사람 (성경 인물)
이집트 사람, 에집트 사람(공동번역), 애굽인(개신교)은 메시아닉 유대인을 이끌고 반란을 일으킨 사람이다.
예루살렘에 있던 로마 수비대의 지휘관(천부장)이었던 클라우디우스 리시아에 의해 사도행전 21장 38절에서 언급된다.
플라비우스 요세푸스는 그의 저서 《유대 전쟁사》(2.261-262)에서 다음과 같이 말하고 있다.
| “ | 이전에 있던 이집트인 선지자보다 유대인들에게 더 나쁜 짓을 저지른 이집트인 거짓 선지자가 있었는데, 그는 선지자 흉내를 내며 사기를 쳤고, 삼만명이나 되는 사람을 속여 광야에 올리브산이라 불리는 산으로 데리고 갔다. 그는 그곳에서 예루살렘을 힘으로 부술 준비를 하였고, 로마 수비대와 백성들을 정복할 수 있었다면 실제로 그리 하려고 하였다. | ” |
|   | — 플라비우스 요세푸스, 《유대 전쟁사》 |   |

벨기에의 가톨릭 신학자 에드바르트 스힐레베이크스는 이 이집트 사람이 이집트계 유대인으로, 종말론적 예언을 전하며 기적을 선보인 인물로 예루살렘이 예리고처럼 몰락할 것임을 예측했다고 해석한다. 쿠스피우스 파두스가 유대 총독으로 재임하던 시절의 인물인 드다 및 포르키우스 페스투스가 유대 총독으로 재임하던 시절의 인물과도 비교한다.